# Primavera do Leste (tiểu vùng)
Primavera do Leste là một tiểu vùng thuộc bang Mato Grosso, Brasil. Tiều vùng này có diện tích 10277 km², dân số năm 2007 là 56959 người.